# نورمان براون (لاعب كريكت)
نورمان براون (بالإنجليزية: Norman Brown)‏ (1 أبريل 1889 بملبورن في أستراليا - 7 يوليو 1962) هو لاعب كريكت أسترالي. لعب مع فريق فكتوريا للكريكت.

## وصلات خارجية
- نورمان براون (لاعب كريكت) على موقع إي آس بي آن كريك إنفو (الإنجليزية)